# Хайем, Филипп
Филипп Хайем (англ. Philip Higham; род. 1985, Эдинбург) — британский виолончелист.
Учился в Музыкальной школе Святой Марии в Эдинбурге у Рут Бошамп, затем Королевском Северном колледже музыки у Ральфа Киршбаума и Эммы Ферранд, окончив курс с отличием в 2007 году. В 2008 году выиграл Международный конкурс имени Иоганна Себастьяна Баха в Лейпциге, в 2009 году — Международный конкурс виолончелистов имени Витольда Лютославского в Варшаве, в 2010 году занял второе место на Международном конкурсе виолончелистов имени Эммануэля Фойермана
Как солист и ансамблист считается, в первую очередь, специалистом по музыке Эпохи Просвещения и раннему романтизму. Выступает также как концертмейстер виолончелей Шотландского камерного оркестра (с 2016 года). Изредка выступает также как пианист.